# Ostbayern

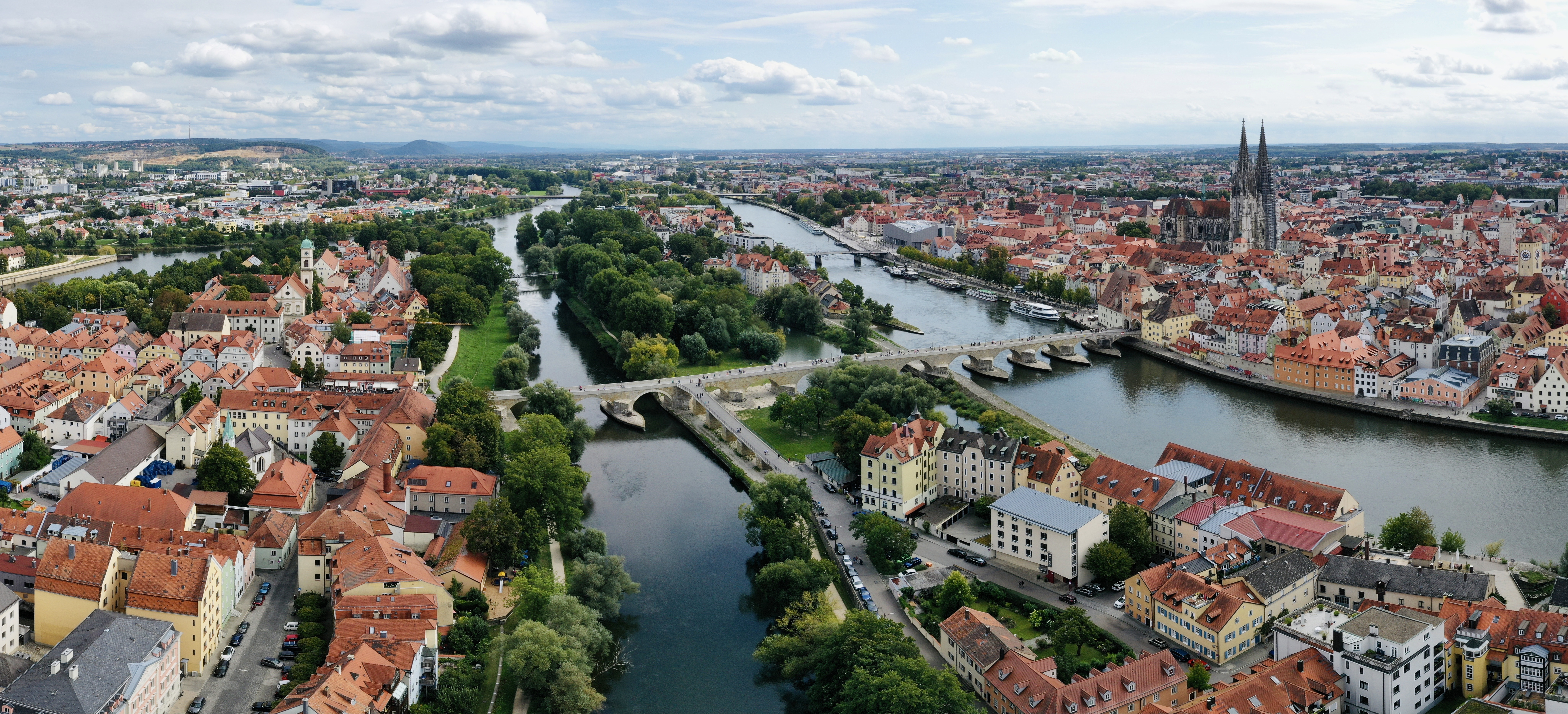
Regensburg, größte Stadt in Ostbayern

Mit Ostbayern werden seit der Nachkriegszeit die bayerischen Regierungsbezirke Niederbayern (Regierungssitz: Landshut) und Oberpfalz (Regierungssitz: Regensburg), die aber auch zu Nordbayern gezählt werden kann, bezeichnet. Sie grenzen östlich an Tschechien und Österreich an.

## Kreis Niederbayern-Oberpfalz
Im Rahmen von 1931 beschlossenen Sparmaßnahmen wurden 1932 die Kreise Niederbayern und Oberpfalz zusammengelegt. Regensburg wurde Verwaltungssitz. 1948 wurden die beiden Bezirke als selbstständige Verwaltungseinheiten wiederhergestellt. Die Trennung wurde jedoch erst 1956 vollständig vollzogen, als die Regierung von Niederbayern von Regensburg nach Landshut umzog. Auch nach Trennung beider Regierungsbezirke gibt es bis heute Institutionen, deren Zuständigkeiten sich über das Gebiet beider Regierungsbezirke erstrecken, so etwa das Verwaltungsgericht Regensburg, die Handwerkskammer Niederbayern-Oberpfalz, die Tochtergesellschaften der DB Regio AG und Regionalbus Ostbayern, das Regionalstudio Ostbayern des Bayerischen Rundfunks und der Tourismusverband Ostbayern.

## Bayerische Ostmark
Der von den Nationalsozialisten auf Initiative von Hans Schemm 1933 geschaffene Gau Bayerische Ostmark umfasste neben Niederbayern und Oberpfalz auch noch das nordbayerische Oberfranken. Gauhauptstadt war Bayreuth. Als Hauptverbindungsachse dieses Gaues wurde die Bayerische Ostmarkstraße von Oberfranken nach Passau erbaut. 1942 erhielt der Gau den Namen „Gau Bayreuth“.

## Geographie
Die Hauptflüsse dieses Gebietes sind die Donau mit den größten Zuflüssen Altmühl, Naab, Regen, Isar, Vils, Ilz und Inn. Das Gebiet ist naturräumlich in vier Gebiete gegliedert. Im Osten wird die Landschaft geprägt durch die Mittelgebirge des Oberpfälzer und Bayerischen Waldes mit dem Großen Arber als höchste Erhebung (1455,5 m ü NHN). Östlich davon schließt sich die Fränkische Alb an, die durch das Oberpfälzisch-Obermainische Hügelland von den östlichen Mittelgebirgen getrennt wird. Im Süden wird Ostbayern dem Unterbayerischen Hügelland zugerechnet und ist mit dem Gäuboden und der Hallertau stark landwirtschaftlich geprägt.

## Größte Städte
Ostbayern ist hauptsächlich ländlich geprägt. Mit Regensburg (151.389 Einwohner) gibt es eine Großstadt. Daneben existieren mit Landshut (71.863), Passau (53.039), Straubing (49.002), Weiden (42.444) und Amberg (42.553) fünf weitere kreisfreie Städte. Als weitere wichtige Städte sind die drei großen Kreisstädte Neumarkt (41.103), Deggendorf (35.044) und Schwandorf (29.877) zu nennen. Darüber hinaus existieren keine weiteren Städte über 25.000 Einwohner in den beiden Regierungsbezirken.
| Landshut | Passau | Straubing | Weiden | Amberg |
| -------- | ------ | --------- | ------ | ------ |

## Hauptverkehrswege

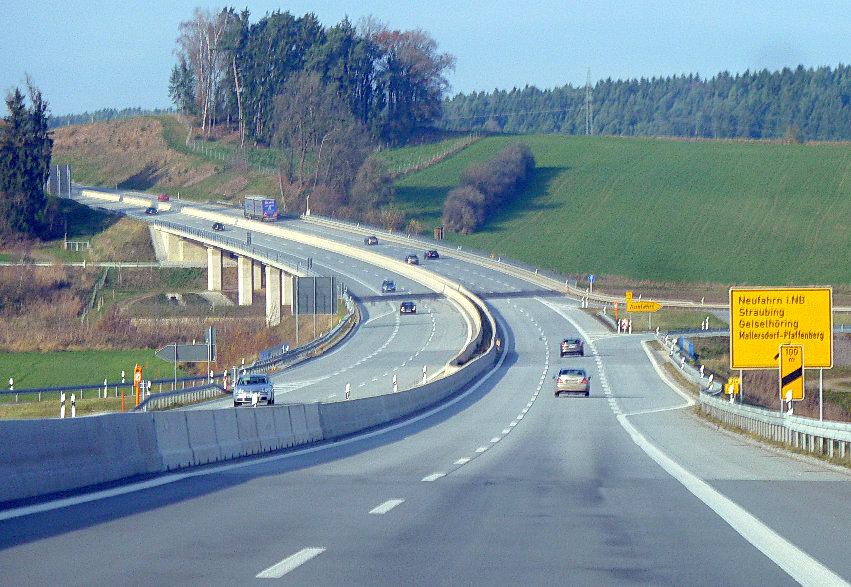
B 15 neu im Unterbayerischen Hügelland

### Autobahnen
- A 3 Nürnberg – Neumarkt i.d.OPf. – Regensburg – Passau
- A 6 Nürnberg – Amberg – Schmidgaden – Nabburg – Waidhaus – (Pilsen)
- A 9 (Nürnberg – Ingolstadt) (führt auf knapp 2 km Streckenlänge durch das Gemeindegebiet von Pyrbaum.)
- A 92 München – Landshut – Deggendorf
- A 93 (München) – Regensburg – Schwandorf – Weiden – Hof – (Berlin)
- A 94 München – Passau (im Bau)

### Bundesstraßen
- B 8 Frankfurt am Main – Würzburg – Nürnberg – Regensburg – Plattling – Passau
- B 11 Bayerisch Eisenstein – Regen – Deggendorf – Dingolfing – München – Geretsried
- B 12 Kempten – München – Altötting – Passau – Philippsreut
- B 14 Stuttgart – Schwäbisch Hall – Nürnberg – Waidhaus
- B 15 Hof – Neustadt (Waldnaab) – Schwandorf – Regensburg – Landshut – Rosenheim
- B 15n (Regensburg) – Landshut (gelbe Autobahn)
- B 16 (Cham) – Roding – Nittenau – Regensburg – Ingolstadt – Füssen
- B 20 Berchtesgaden – Straubing – Cham – Furth im Wald
- B 22 Bamberg – Bayreuth – Weiden – Oberviechtach – Cham
- B 85 Weimar – Kulmbach – Amberg – Schwandorf – Roding – Cham – Passau
- B 299 Waldsassen – Amberg – Neumarkt i.d.OPf. – Landshut – Altötting
- B 388 Erding – Eggenfelden – Passau

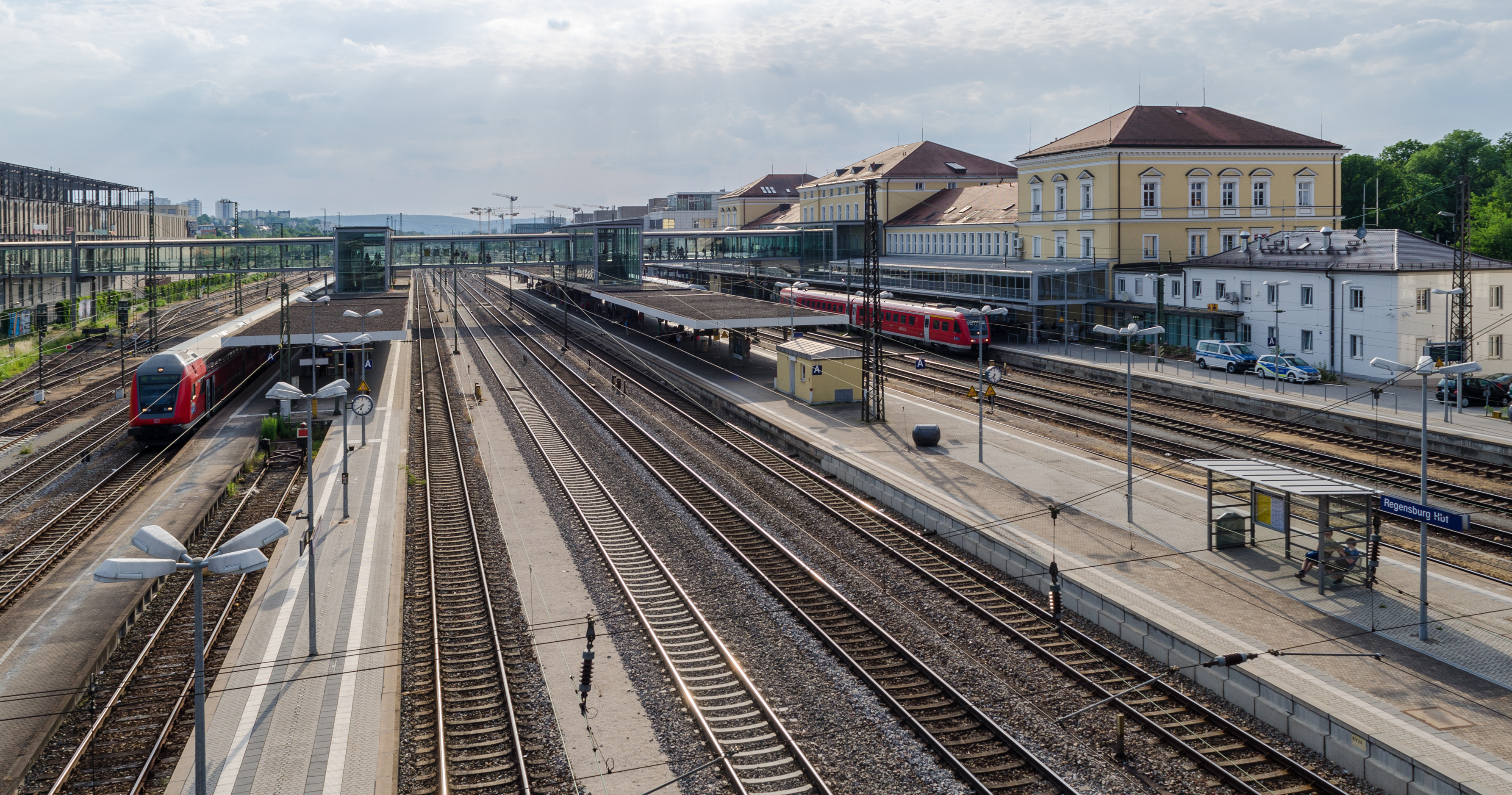
Regensburg Hauptbahnhof

- B 533 Hengersberg – Freyung

### Bahnstrecken
Knotenpunkt Regensburg:
- Regensburg–Passau (KBS 880)
- Regensburg–Nürnberg (KBS 880, 890.3)
- Regensburg–Hof (KBS 855)
- Regensburg–Landshut–München (KBS 930)
- Regensburg–Ingolstadt–Ulm (KBS 993)

Knotenpunkt Schwandorf:
- Schwandorf–Furth im Wald (KBS 875)
- Schwandorf–Nürnberg (KBS 870, 890.1)
- Schwandorf–Hof (KBS 855)

Knotenpunkt Weiden i.d.OPf.
- Weiden-Hof (KBS 855)
- Weiden-Bayreuth (KBS 867)
- Weiden-Nürnberg (KBS 870)

Knotenpunkt Plattling:
- Plattling–Bayerisch Eisenstein (KBS 905)
- Regensburg–Passau (KBS 880)
- Plattling–Landshut (KBS 931)

Knotenpunkt Mühldorf (Inn)

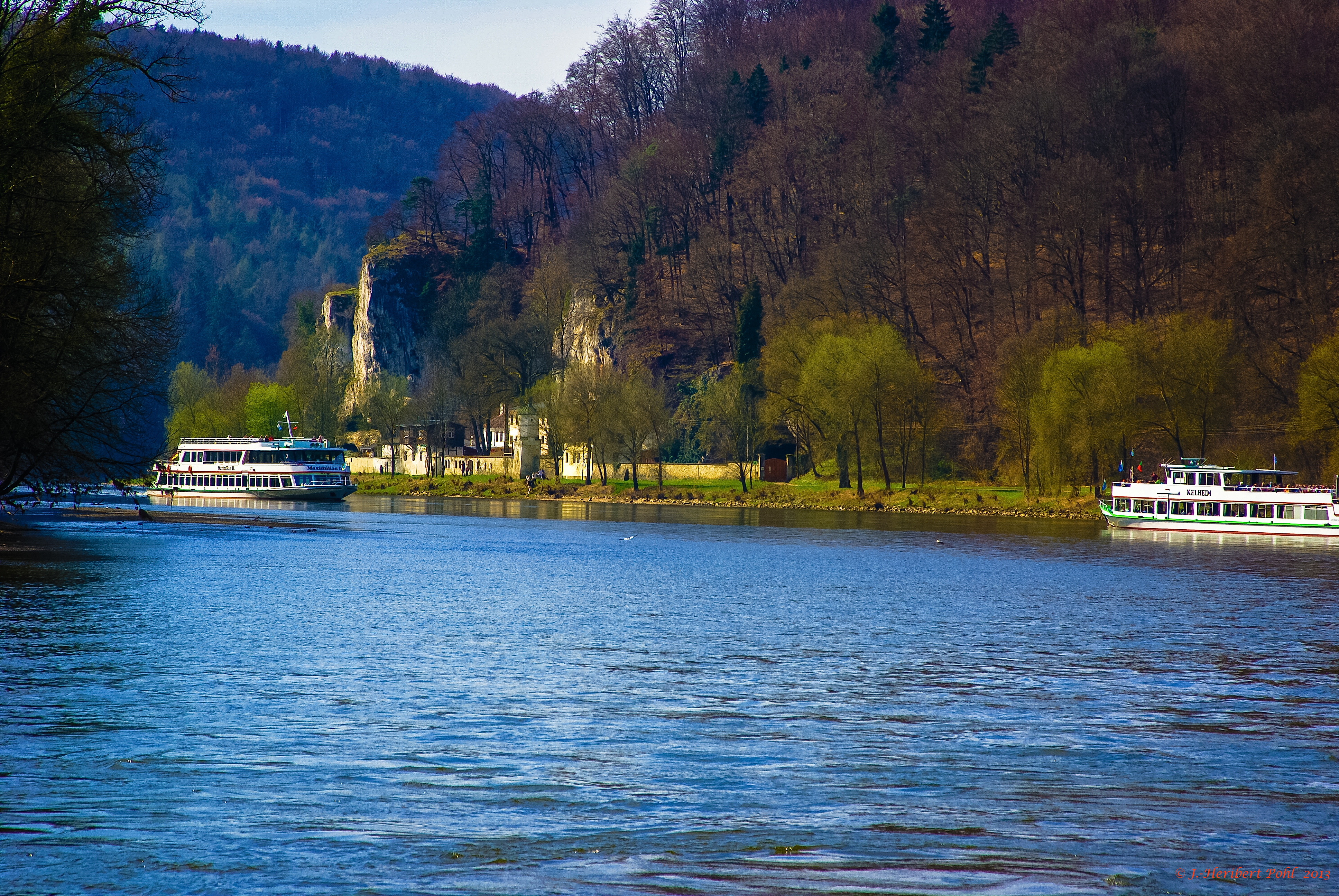
Donau bei Kelheim

- Neumarkt Sankt Veit-Landshut (KBS 945)
- Passau-Neumarkt Sankt Veit (KBS 946)
- (München-)Mühldorf-Simbach (Inn) (KBS 941)

Nebenbahnen Bayerwald
- Passau–Freyung (KBS 877) (nicht elektrifizierte Nebenbahn)
- Zwiesel–Bodenmais (KBS 907)
- Zwiesel–Grafenau (KBS 866) (nicht elektrifizierte Nebenbahn)

### Schifffahrtsweg
Bundeswasserstraßen in der Region sind:
- Donau
- Main-Donau-Kanal

## Ostbayerische Technische Hochschule
Als Ergebnis einer erfolgreichen Teilnahme an dem Wettbewerb um den Titel „Technische Hochschule“ unter den bayerischen Hochschulen für angewandte Wissenschaften dürfen sich die Hochschule Amberg-Weiden und die Hochschule Regensburg seit 2013 „Ostbayerische Technische Hochschule“ (OTH) nennen. Damit honorierte das Bayerische Staatsministerium für Wissenschaft, Forschung und Kunst die gemeinsame Bewerbung der beiden Hochschulen unter der „Dachmarke“ Ostbayerische Technische Hochschule. Die OTH Amberg-Weiden und die OTH Regensburg sind aufgrund eines Kooperationsvertrages berechtigt, den Titel im Verbund und einzeln zu tragen. Nur sieben weitere Hochschulen in Bayern dürfen sich „Technische Hochschule“ nennen.

## Kritik
Der Begriff „Ostbayern“ wird immer wieder kritisiert, da es das Gegenstück „Westbayern“ im Allgemeinen nicht gibt. Allerdings wurde schon vorgeschlagen, den bayerischen Bezirk Schwaben in Abgrenzung zum historischen schwäbischen Teil im Land Baden-Württemberg in „Westbayern“ umzubenennen.